# 나프탈리 베네트
나프탈리 베네트(히브리어: נַפְתָּלִי בֶּנֶט Naftali Bennett, 1972년 3월 25일 ~ )는 이스라엘의 정치인으로, 2021년 6월 13일부터 2022년 7월 1일까지 이스라엘의 총리직을 역임했다. 2013년부터 2019년까지 디아스포라 담당 장관, 2015년부터 2019년까지 교육부 장관, 2019년부터 2020년까지 국방장관을 지냈다. 2018년 이래 우익 성향 정당인 신우익을 이끌고 있으며, 이전에는 2012년부터 2018년까지 극우 정당 유대인의 집을 이끌었다. 2022년 7월 1일 야이르 라피드에게 총리직을 넘겨주고 퇴임하였다.